# 安东尼奥·马里亚·达席尔瓦
安东尼奥·马里亚·达席尔瓦（葡萄牙語：António Maria da Silva，葡萄牙語發音：[ɐ̃ˈtɔniu mɐˈɾiɐ ðɐ ˈsilvɐ]，1872年5月26日—1950年10月14日），是葡萄牙第一共和国时期的民主党政治家、工程师和末代总理，阿方索·达科斯塔隐退后继任民主党党魁。达席尔瓦在1920年代曾四次组阁出任总理，1926年军事政变爆发后，他与马沙多总统为此下野。